# Børsmose Sogn
Børsmose Sogn lå tidligere i Varde Provsti (Ribe Stift)
Børsmose Kirke blev i 1902 indviet som filialkirke til Aal Kirke. Børsmose blev så et kirkedistrikt i Aal Sogn, som hørte til Vester Horne Herred i Ribe Amt.
Sognet ligger i det militære øvelsesområde ved Oksbøllejren, og der har derfor siden 1968 ikke været beboere i sognet. Da kirkedistrikterne blev nedlagt 1. oktober 2010 blev Børsmose Kirkedistrikt formelt udskilt som det selvstændige Børsmose Sogn, men det blev 15. december samme år lagt under Aal Sogn.
Stednavne, se Aal Sogn.